# アンバー (歌手)
アンバー（蘭: Amber、1970年5月9日 - ）はオランダ出身の歌手である。

## ディスコグラフィー

### シングル
- 2001年 涙のマリッジ(ワーナーミュージックジャパン)